# María Sol Calvete
María Sol Calvete (Argentina, 14 de septiembre de 1994) es una jugadora argentina de voleibol. Comenzó su carrera deportiva en el Club Social y Deportivo Glorias Argentinas para luego en 2014 emigrar y formar parte del equipo de vóley de la universidad Boston College. Formó parte de la Selección Metropolitana sub-18, mientras que con la Selección femenina de voleibol de Argentina además de portar la cinta de capitana, disputó dos campeonatos panamericanos (Sub-18 y Sub-23), dos sudamericanos y el Grand Prix de Voleibol de 2013, entre otros.

## Palmarés
- Medalla de Plata en Campeonato Sudamericano de Voleibol Femenino Sub-18 de 2010[4]

## Participación en Campeonatos Mundiales Juveniles
- Campeonato Mundial de Voleibol Femenino Sub-18 de 2011[5]
- Campeonato Mundial de Voleibol Femenino Sub-23 de 2013[6]